# Cycas campestris
Cycas campestris — вид голонасінних рослин класу саговникоподібні (Cycadopsida).
Етимологія: від латинського campestris — «що відносяться до рівнин чи луків», від зростання на відкритих трав'янистих землях.

## Опис
Стебла деревовиді, до 2,5 м заввишки, 20 см діаметром у вузькому місці. Листки яскраво-зелені, дуже блискучі, довжиною 80–170 см. Пилкові шишки вузько-яйцевиді, від помаранчевого до коричневого кольору (бліді), довжиною 13–17 см, 7–9 см діаметром. Мегаспорофіли 13–25 см завдовжки, сіро-повстяні і коричнево-повстяні. Насіння плоске, яйцевиде, 29–38 мм завдовжки, 23–28 мм завширшки; саркотеста помаранчево-коричнева, не вкрита нальотом, товщиною 2–3,5 мм.

## Поширення, екологія
Країни поширення: Папуа Нова Гвінея (острів Нова Гвінея). Цей вид локально рясний, але спорадичний і росте в савановому рідколіссі. Рослини часто знаходяться в більш відкритих і трав'янистих районах, схильних до частих пожеж. Росте тільки на малих висотах на прибережній рівнині.

## Загрози та охорона
Цей вид може бути предметом надмірного збору для декоративних цілей. Вогонь також може бути проблемою.